# 第77步兵師 (德國國防軍)
第77步兵師（德語：77. Infanterie-Division）是納粹德國國防軍陸軍的一個步兵師。該師於1944年1月在明辛根組建，由曾參與東線作戰的兵員組成。
該師組建後，調至法國諾曼第，應對盟軍的登陸行動。1944年3月該師調至卡昂。
該師在盟軍登陸期間，在瑟堡周邊各地與盟軍交戰，1944年6月，該師大部份被殲。
該師最後因圣马洛被盟軍攻陷，其殘部在當地被殲而解散。

## 註腳
1. ↑  Mitcham（2007年）